# Daphnella wui
Daphnella wui é uma espécie de gastrópode do gênero Daphnella, pertencente à família Raphitomidae.